# 诺娜·佩雷斯
诺娜·佩雷斯·比瓦斯（西班牙語：Nona Pérez Vivas，2003年4月10日—），生于圣库加特-德尔巴列斯，西班牙女子水球运动员。她曾代表西班牙国家队参加2024年夏季奥林匹克运动会女子水球比赛，获得一枚金牌。